# Вюрцбурзький собор
Вюрцбурзький собор (офіційно кафедральний собор Святого Кіліана, нім. Würzburger Dom, St. Kiliansdom zu Würzburg) — собор у німецькому місті Вюрцбург. Один з найбільших романських соборів Німеччини, присвячений Святому Кіліанові.

## Історія
Будівництво собору почалося в 1040 році під керівництвом єпископа Бруно на місці, де раніше розташовувалися дві церкви, побудовані в 787 та 855 роках, але були знищені пожежами. Спорудження собору було заверщено в 1075 році наступником Бруно Адальберо. На початку XVI століття собор був перебудований в стилі пізньої готики, а в 1701 році був прикрашений ліпниною в стилі бароко.
Під час бомбардування Вюрцбурга 16 березня 1945 року собор сильно постраждав, а взимку 1946 року значна його частина зруйнувалася. При реконструкції елементи бароко було замінено на романські. У 1967 році був споруджений головний орган (6652 труб, 87 регістрів).
25 лютого 2022 року в соборі пройшла міжконфесійна служба з молитвами за мир в Україні в зв'язку з вторгненням військ РФ. На службі були присутні католицька, лютеранська громади, а також священник місцевої Російської православної церкви. Представники духовенства трьох конфесій висловили критику щодо путінської агресії і помолились за український народ. Наприкінці служби, органіст виконав уривок з національного гімну України.

## Галерея

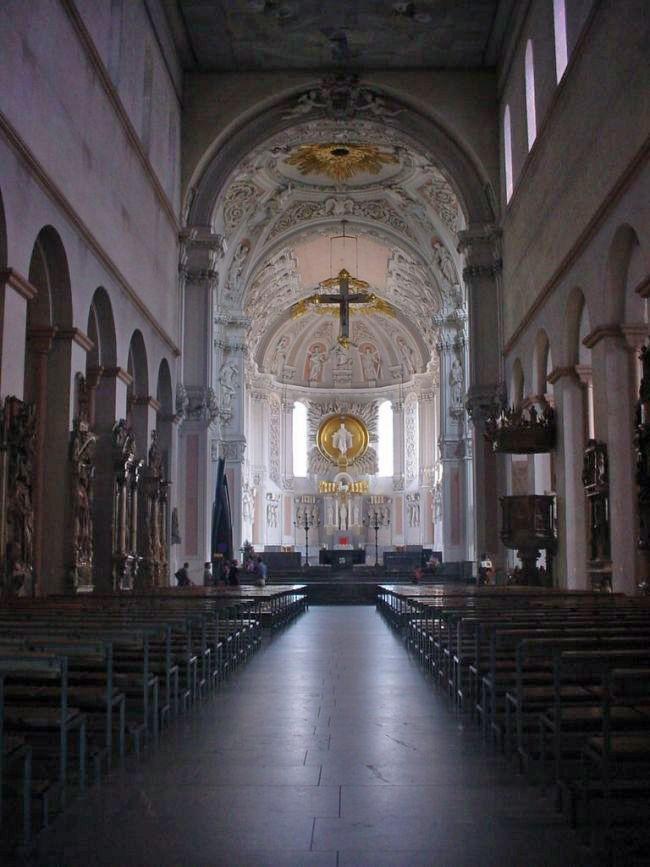
Інтер'єр собору
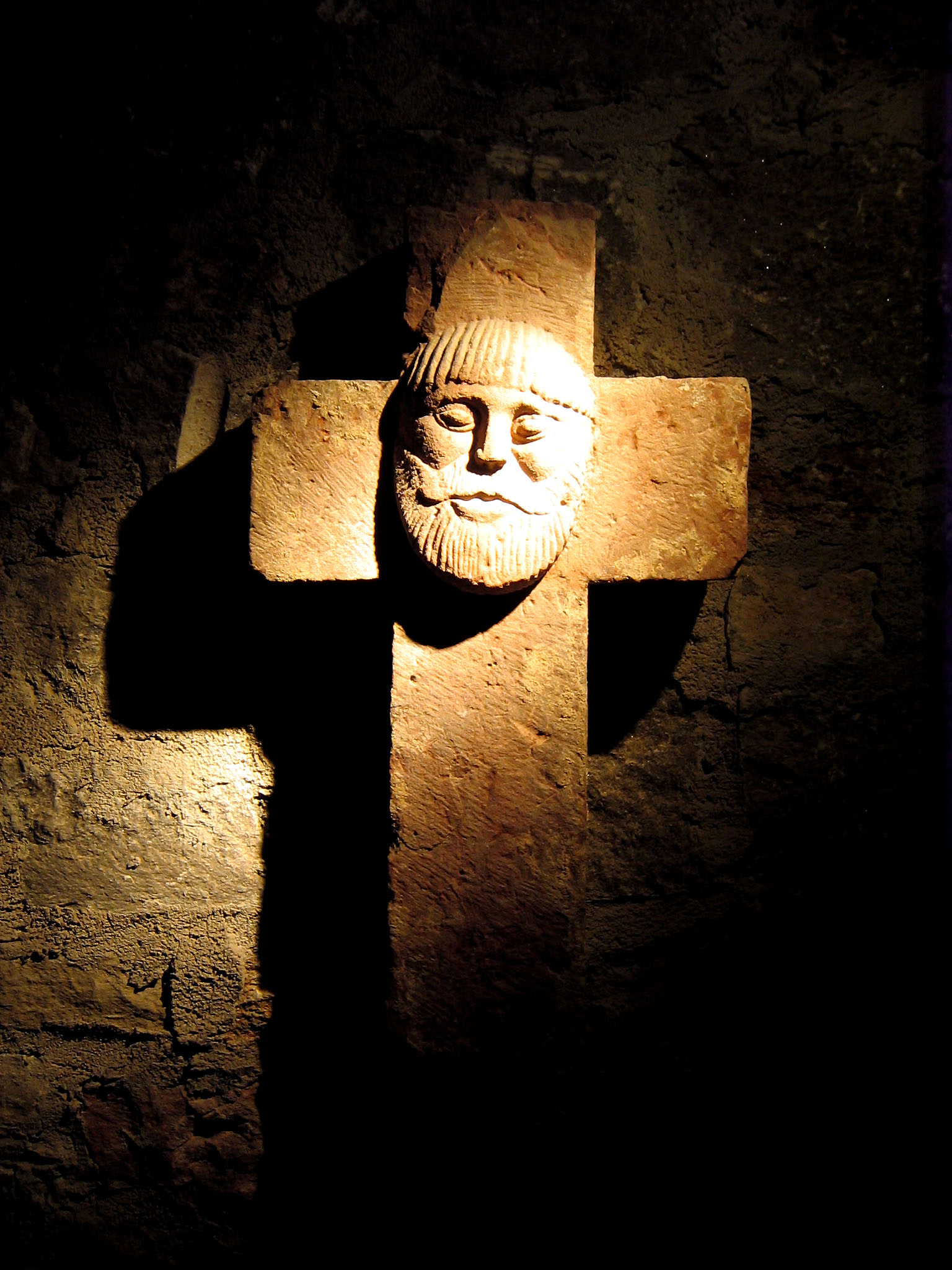
Меровінгський хрест у крипті
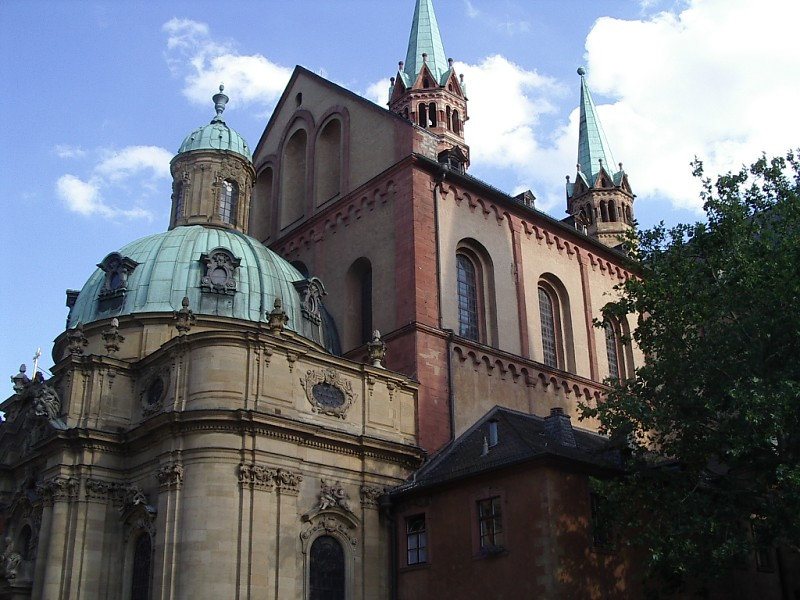
Шьонборнська капела
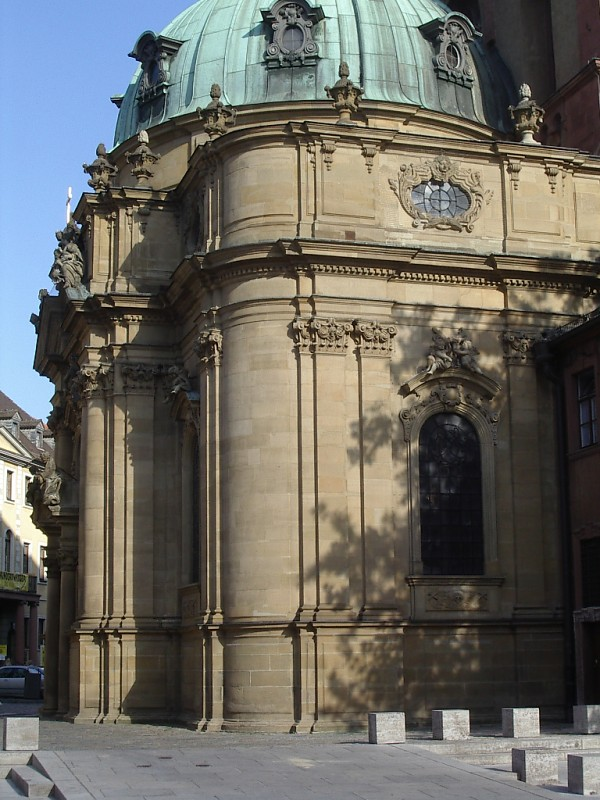
Шьонборнська капела
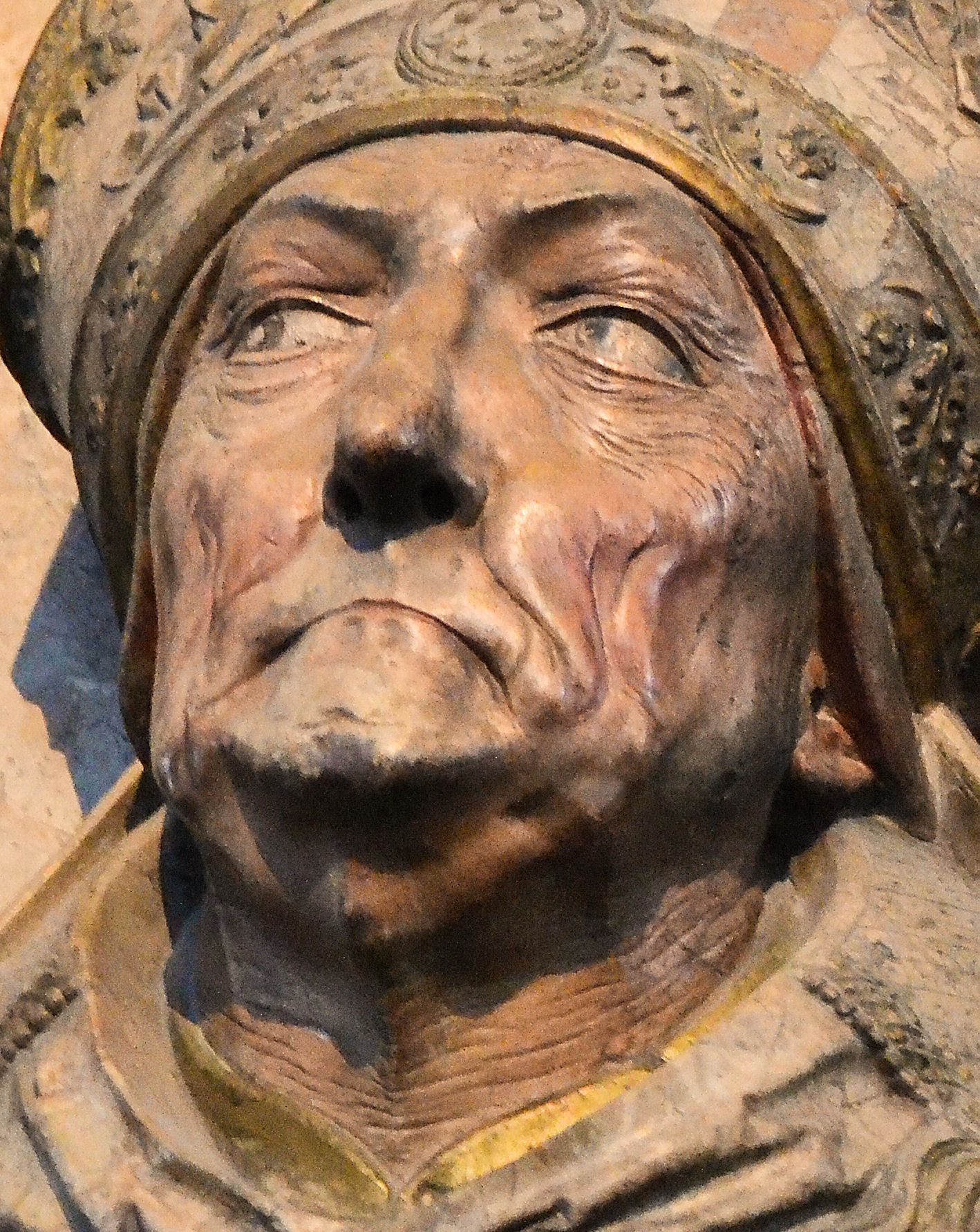
єпископ Рудольф II Шеренберзький
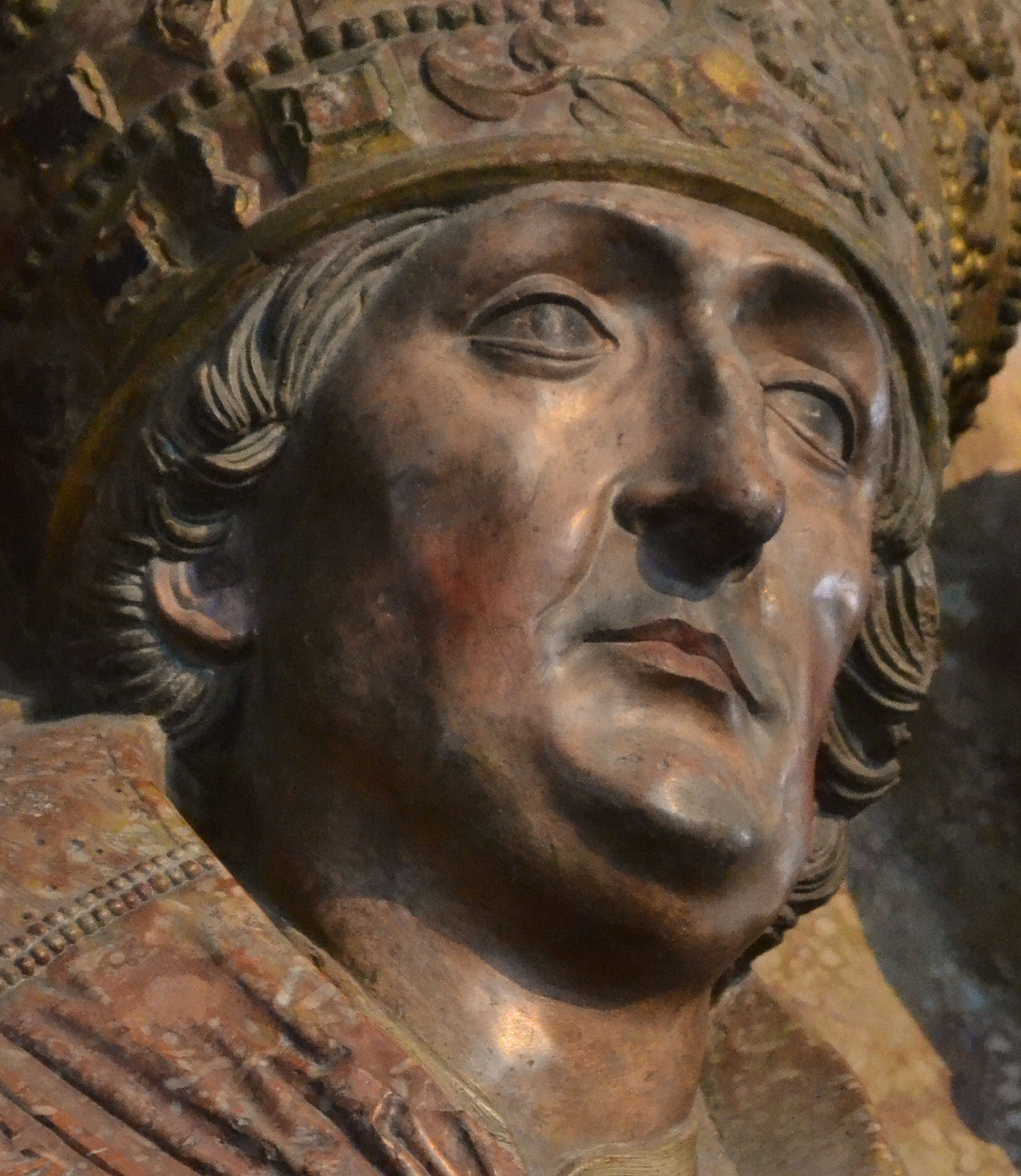
епископ Лоренц з Бібри
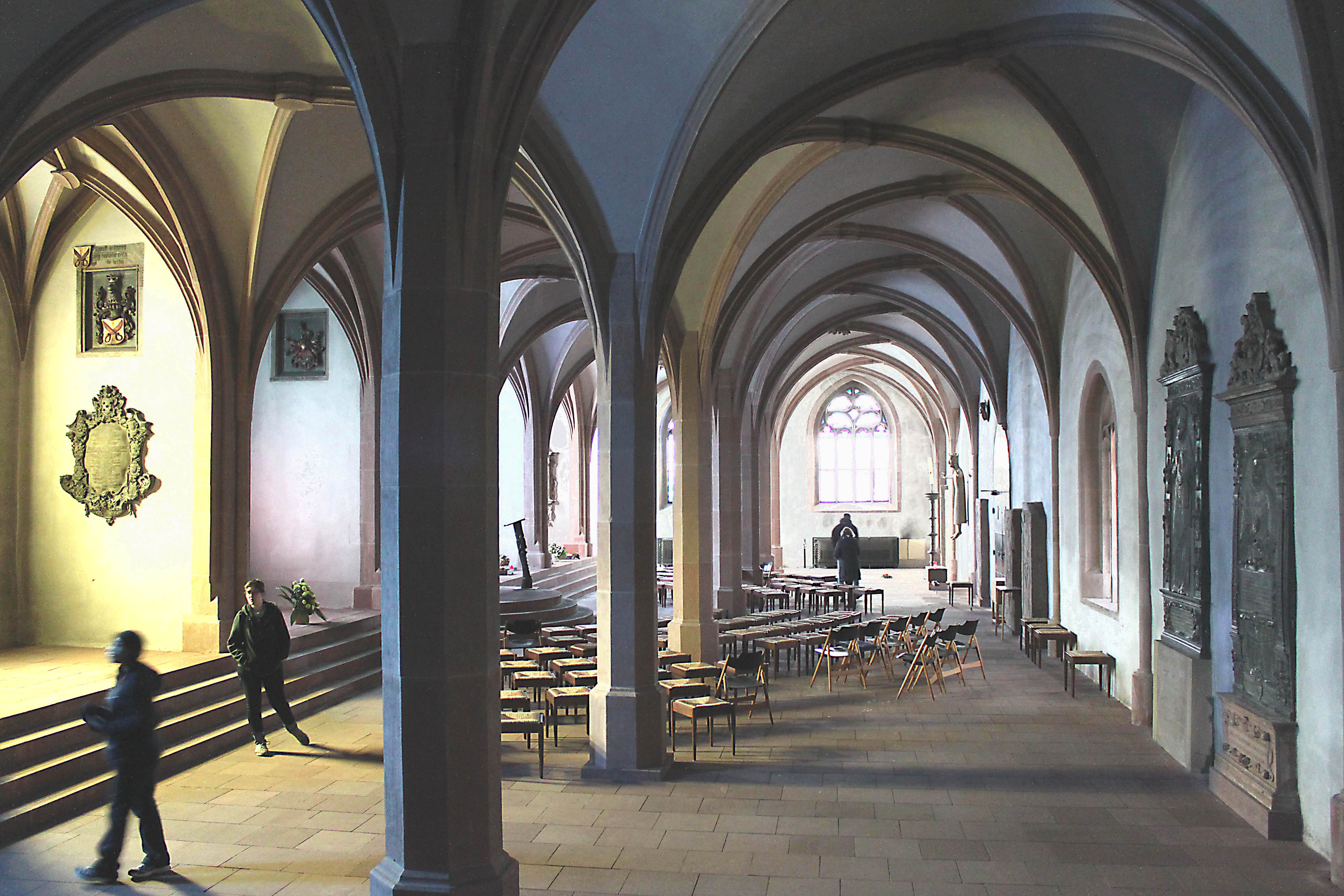
Каплиця з похованнями